# Shulme
Shulme fue un gobernante guti de Sumer entre ca. 2126 a. C. y 2120 a. C. (cronología corta).